# Брињол
Брињол (фр. Brignoles) је насељено место у Француској у региону Прованса-Алпи-Азурна обала, у департману Вар.
По подацима из 2011. године у општини је живело 16.171 становника, а густина насељености је износила 229,28 становника/km².

## Демографија
| 1962. | 1968. | 1975. | 1982.  | 1990.  | 2011.  |
| ----- | ----- | ----- | ------ | ------ | ------ |
| 7.479 | 9.051 | 9.995 | 10.412 | 11.239 | 16.171 |